# Marie Dorval

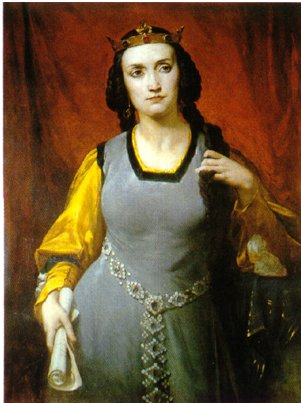
Marie Dorval jako Agnès de Méranie Hippolyte'a Lazergesa

Marie Dorval wł. Marie Amélie Thomase Delaunay (ur. 6 stycznia 1798, zm. 20 marca 1849) – aktorka francuska.
Jedna z najwybitniejszych aktorek francuskich epoki romantyzmu. Była kochanką Alfreda de Vigny, który specjalnie dla nie napisał Chatterton i Alexandre’a Dumasa.

## Kariera sceniczna
| Rok  | Sztuka                           | Autor                                |
| ---- | -------------------------------- | ------------------------------------ |
| 1819 | Les Chefs écossais               | René-Charles Guilbert de Pixerécourt |
| 1822 | Les Deux Forçats                 | Eugène Cantiran de Boirie            |
|      | Le Château de Kenilworth         | Eugène Cantiran de Boirie            |
| 1823 | Les Deux Sergents                | Théodore Baudouin d’Aubigny          |
| 1824 | Le Commissionnaire               | Eugène Cantiran de Boirie            |
| 1826 | Le Monstre et le Magicien        | Antony Béraud                        |
| 1828 | Faust                            | Antony Béraud                        |
| 1829 | Marino Faliero                   | Casimir Delavigne                    |
|      | Sept heures                      | Victor Ducange                       |
| 1831 | Marion de Lorme                  | Victor Hugo                          |
|      | Antony                           | Alexandre Dumas                      |
| 1835 | Angelo tyran de Padoue           | Victor Hugo                          |
|      | Chatterton                       | Alfred de Vigny                      |
| 1839 | Le Proscrit                      | Frédéric Soulié                      |
|      | La Maîtresse et la Fiancée       | Émile Souvestre                      |
| 1842 | La Main droite et la Main gauche | Léon Gozlan                          |
| 1843 | Lucrèce                          | François Ponsard                     |
| 1845 | Marie-Jeanne                     | Adolphe d'Ennery                     |
|      | Lady Seymour                     | Charles Duveyrier                    |
| 1846 | Agnès de Méranie                 | François Ponsard                     |